# Åke Soop (häradshövding)
Åke Hansson Soop, född 1 juni 1584, död efter 1648, var en svensk häradshövding och assessor.

## Biografi
Åke Soop föddes 1584. Han var son till ståthållaren Hans Åkesson (Soop) på Stockholms slott och Elin Kagg. Soop blev 20 februari 1601 student vid Uppsala universitet och i november 1602 vid Rostocks universitet. Han blev 1614 häradshövding i Ulleråkers och Håbo härader. Han introducerades 1625 på ättens vägnar i riddarklassen under nummer 10. Soop blev 6 februari 1627 assessor i Svea hovrätt och tog avsked därifrån 1641. Han blev 5 maj 1642 häradshövding i Väne härad. Sopp leve 1648 och begravdes senare i Lidköpings kyrka.

### Egendom
Soop ägde Stora Kålltorp i Gerums socken, Hammar i Väse socken och Hålltorp i Lindärva socken.

### Familj
Soop  gifte sig första gången 13 december 1612 med Anna Svan (1576–1638), dotter till ståthållaren Arvid Göransson Svan och Christina Ribbing. De fick tillsammans barnen landshövdingen Erik Soop (1613–1674) och Arvid Soop (1618–1634).
Soop gifte sig andra gången med Margareta Drake af Intorp (död 1678), dotter av ståthållaren Axel Drake af Intorp och Elisabet Larsdotter. De fick tillsammans sonen majoren Hans Soop.